# Álvaro de Abranches da Câmara
Álvaro de Abranches da Câmara fue un militar y político portugués muerto en 1660; era comendador del Cristo y mayorazgo de Abrantes. 
Contribuyó mucho a la proclamación de Juan IV, siendo el primero que enarboló la bandera nacional en Lisboa. Después de la restauración fue gobernador militar de Beira y maestre general de campo en Extremadura. Contribuyó brillantemente a la toma de Bahía a los holandeses (1625).